# Heinz Hörhager
Heinz Hörhager (* 4. Oktober 1966 in Bad Ischl, Oberösterreich) ist ein österreichischer Rundfunkmoderator.

## Leben
Heinz Hörhager wuchs im Gosautal auf und war von klein auf von österreichischen Sportgrößen begeistert. Bereits als Volksschüler gewann er die Ausscheidung eines Lesewettbewerbs und gab beim Brandwirt in Gosau die Rosegger-Erzählung Bergkristall zum Besten, wo das ORF-Landesstudio Oberösterreich Mitte der 1970er Jahre mit Edith Hagg und Volker Raus gastierte. 1991 wurde Hörhager einer der drei Landessieger der Nachwuchs-Sportreporter des ORF-Wettbewerbs in Salzburg und kam unter die Finalisten des bundesweiten Bewerbs. Er wurde als freier Mitarbeiter beim ORF-Landesstudio Linz engagiert und wechselte dann nach Salzburg. Später moderierte er bei Radio Salzkammergut in Bad Ischl. 2006 wechselte er zu Antenne Salzburg und war dort als Sportmoderator tätig. Von 2012 bis 2016 war Hörhager Sportmoderator bei den Fernsehsendern ATV und Puls 4.
Seit 2017 ist er freier Mitarbeiter beim ORF Oberösterreich in der Abteilung Volkskultur und moderiert regelmäßig die Volksmusik-Sendung G’sungen und g’spielt auf Radio Oberösterreich.
Heinz Hörhager lebt in Obertraun im Salzkammergut.